# Силаев, Павел Михайлович
Павел Михайлович Силаев (1916—1942) — участник Великой Отечественной войны, военный контрразведчик Черноморского флота, младший политрук, младший лейтенант госбезопасности, участник обороны Крыма и обороны Севастополя.

## Биография
Родился в 1916 году в селе Чернухи Лохвицкого уезда Полтавской губернии Российской империи, ныне посёлок городского типа Полтавской области Украины.
Был призван на службу в Красную армию в авиацию Черноморского флота в 1937 году, где остался на сверхсрочную службу. В 1941 году был назначен в Особый отдел НКВД Черноморского флота. Участник Великой Отечественной войны с самого её начала. В последние дни обороны Севастополя Силаев обеспечивал эвакуацию командного состава флота с Херсонесского аэродрома. Во время эвакуации был захвачен в плен со своей женой.
Погиб 4 июля 1942 года в районе Херсонесского маяка, самоподорвавшись в окружении немецких офицеров и солдат.
По ходатайству ветеранов Великой Отечественной войны в 1992 году младший политрук Павел Силаев был посмертно награждён медалью «За оборону Севастополя».

## Память
- На месте гибели Силаева воздвигнут памятник, где на мемориальной табличке указано: «Здесь 4 июля 1942 года героически погиб защитник Севастополя моряк-чекист младший политрук Силаев Павел Михайлович. Презрев смерть, последними гранатами он взорвал себя и окружавших его врагов»[2].
- В Севастополе именем героя названа улица[2], на которой установлена памятная доска[3].
- 18 марта 2015 года в рамках серии «70 лет Победы в Великой Отечественной войне» в России была выпущена почтовая марка, посвящённая Павлу Михайловичу Силаеву.